# Uí Néill del sur

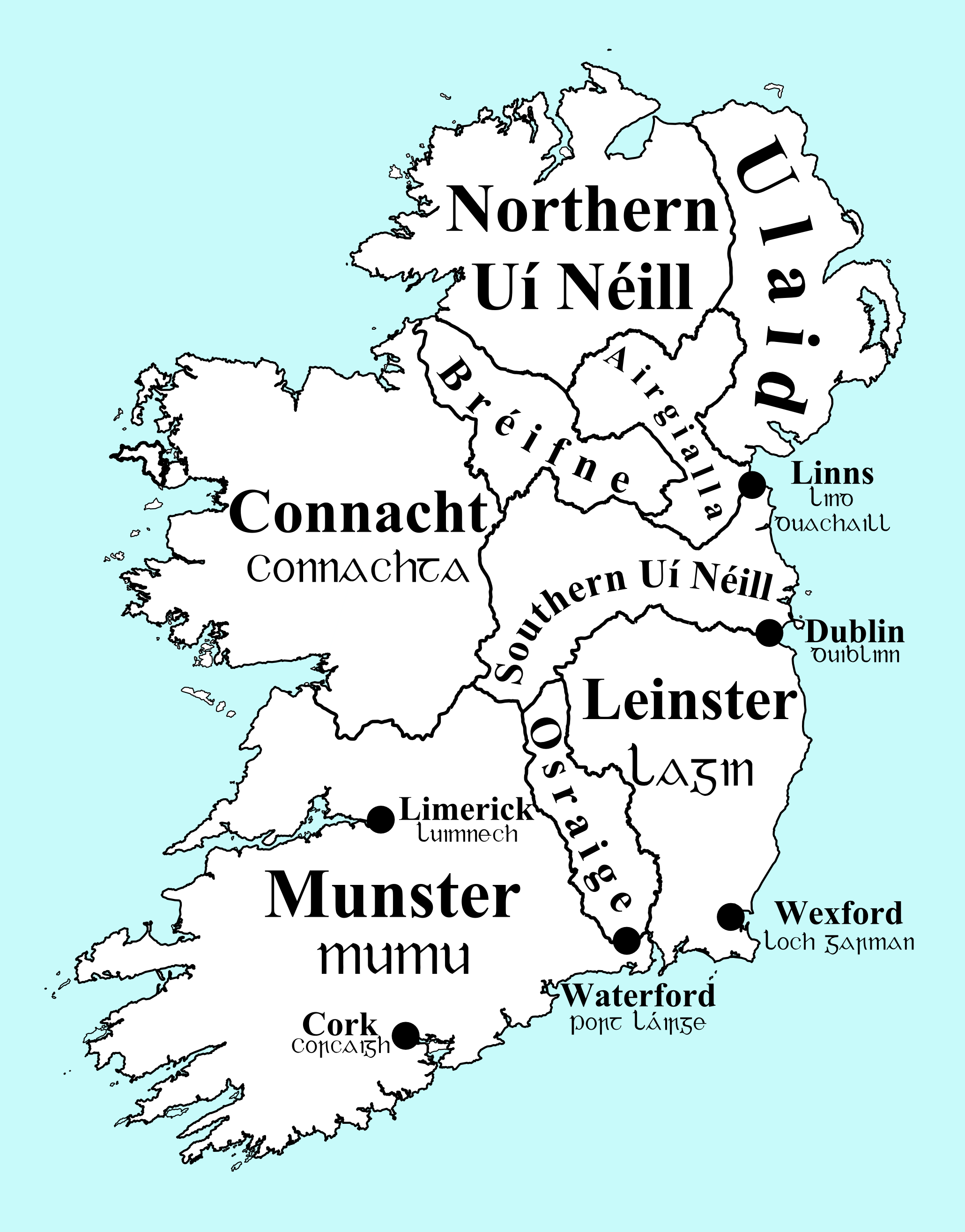
Irlanda sobre el año 900

Los Uí Néill del sur o Uí Néill an Deiscirt eran una rama de la dinastía Uí Néill que invadió y colonizó el Reino de Mide y sus reinos asociados.
En las décadas iniciales dos hijos de Niall Noigiallach, Lóegaire y Coirpre y sus descendientes inmediatos dirigieron la dinastía. Sin embargo, después del asesinato de Túathal Máelgarb aproximadamente en 549, otra rama descendiente de otro de los hijos de Niall -Conall Cremthainne- continuó la expansión de los Uí Néill y consolidó su posición. No queda registro de ningún descendiente de Lugaid mac Lóegairi ni de Túathal Máelgarb, y no es improbable que fueran borrados de los registros genealógicos y de la historia.
Al igual que sus primos del norte, que se escindieron en dos ramas principales, los Uí Néill del sur, se dividieron entre los hijos de Diarmait mac Cerbaill, Colmán Már y Áed Sláine. El primero fue el progenitor de los Clann Cholmáin reyes de Mide, mientras que Áed fue el antepasado epónimo de los Síl nÁedo Sláine reyes de Brega.
- Datos: Q12004906